# Tehama
Tehama è un comune degli Stati Uniti d'America situato in California, nella contea di Tehama.